# Чулпан (Астраханская область)
Чулпа́н — село в Икрянинском районе Астраханской области. Административный центр Чулпанского сельсовета. 

## География
Село расположено в южной части Икрянинского района на берегу реки Ямная. Расстояние до Астрахани по прямой составляет 56 километров (до центра города), до районного центра села Икряное — 23 километров.
Климат резко континентальный, с жарким и засушливым летом и бесснежной ветреной, иногда с большими холодами, зимой. Согласно классификации климатов Кёппена-Гейгера тип климата — семиаридный (индекс BSk). 
Часовой пояс
Чулпан, как и вся Астраханская область, находится в часовой зоне МСК+1. Смещение применяемого времени относительно UTC составляет +4:00.

## Население
| 2002 | 2010  |
| ---- | ----- |
| 1101 | ↘1032 |

Около 88% населения составляют этнические русские, также проживают казахи, астраханские татары и представители других народов.

## Известные уроженцы, жители
Василий Андреевич Снимщиков (род. 3 декабря 1938, Чулпан, Астраханская область) — советский и российский оперный и камерный певец.

## Инфраструктура
В селе работает несколько магазинов, дом культуры, школа, детский сад, почтовое отделение.

## Русская православная церковь
Ильинская церковь. Упоминается в 1902-1920 гг.